# Golnes
Golnes (kvänska: Kullaselva) är en by i Vadsø kommun i Finnmark fylke i norra Norge. Byn ligger vid Europaväg 75 och Varangerfjorden, på den södra delen av Varangerhalvön, öster om staden Vadsø.